# Novosadská synagoga
Novosadská synagoga je v současné době jednou ze čtyř dodnes stojících synagog v Srbsku. Nachází se na Jevrejské ulici v jihozápadně od centra města. Byla postavena mezi lety 1906 a 1909.
Synagogu navrhl maďarský architekt Lipot Baumhorn. Představuje historicky pátou synagogu postavenou v Novém Sadu. Vznikla na místě předešlé čtvrté z roku 1826. Patří Aškenázkému ritu a má neologický (neortodoxní) směr. Později byly na obou stranách synagogy přistavěny i další objekty. Jeden představoval židovskou základní školu (dnes střední baletní školu) a druhá byla budovou židovské obce.
Samotná budova synagogy vznikla interpretací různých architektonických stylů a velmi připomíná synagogu v Segedínu.[zdroj?] U vchodu do synagogy je nápis: „Ki beti, bet tefila ikara l'kol haamim“ (Nechť je tento dům domovem modliteb pro všechny národy) (Izaiáš 56: 7).
Během okupace byli uvnitř synagogy vězněni novosadští Židé, kteří pak byli následně deportováni do koncentračních táborů.
Synagoga dnes již neslouží svému původnímu účelu, ale pořádají se zde koncerty, např. klasické hudby.
Roku 1991 byla synagoga zahrnuta mezi kulturně-historické památky velkého významu a je chráněna druhým stupněm ochrany kulturních památek Srbska.

## Galerie

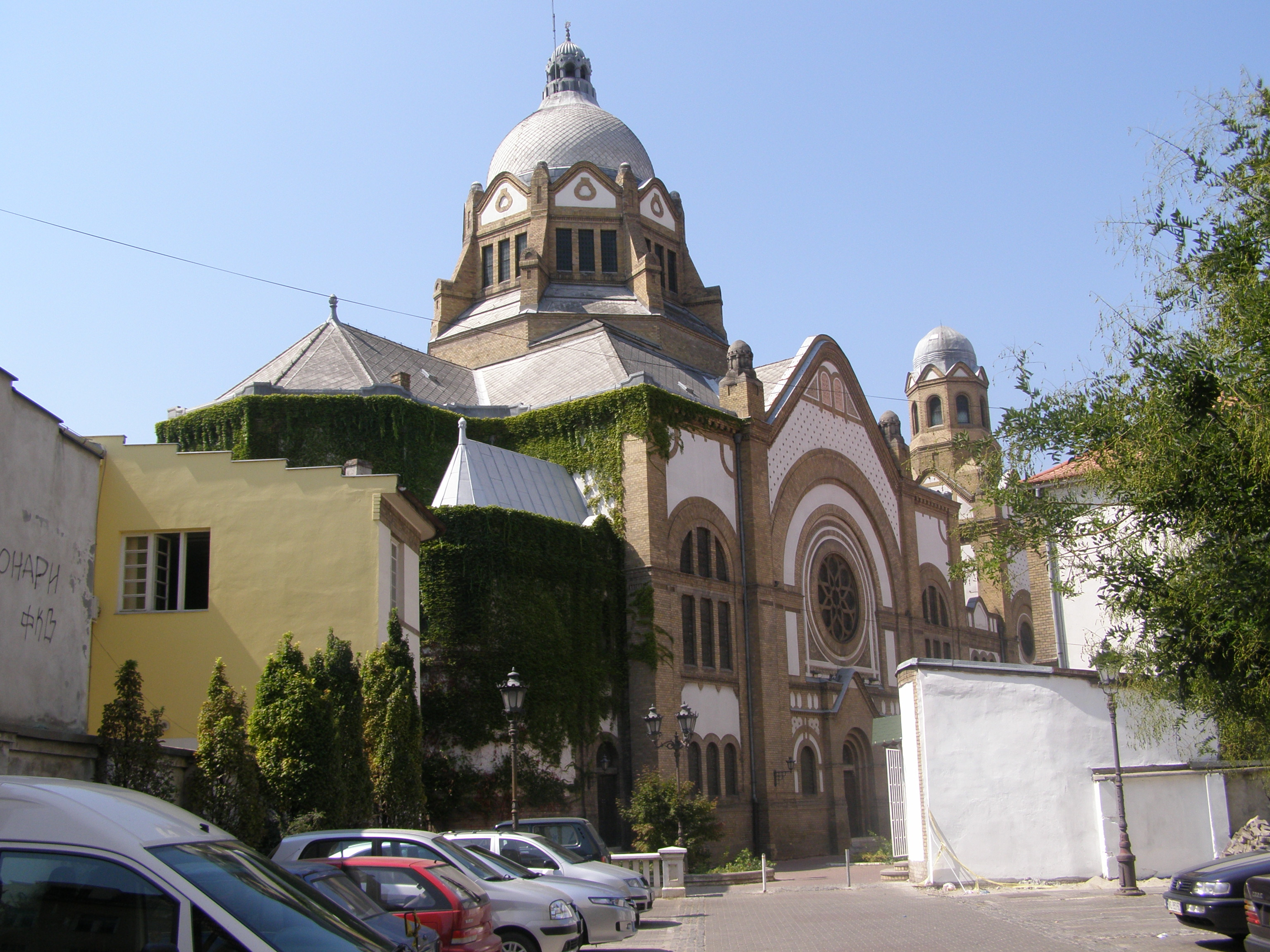
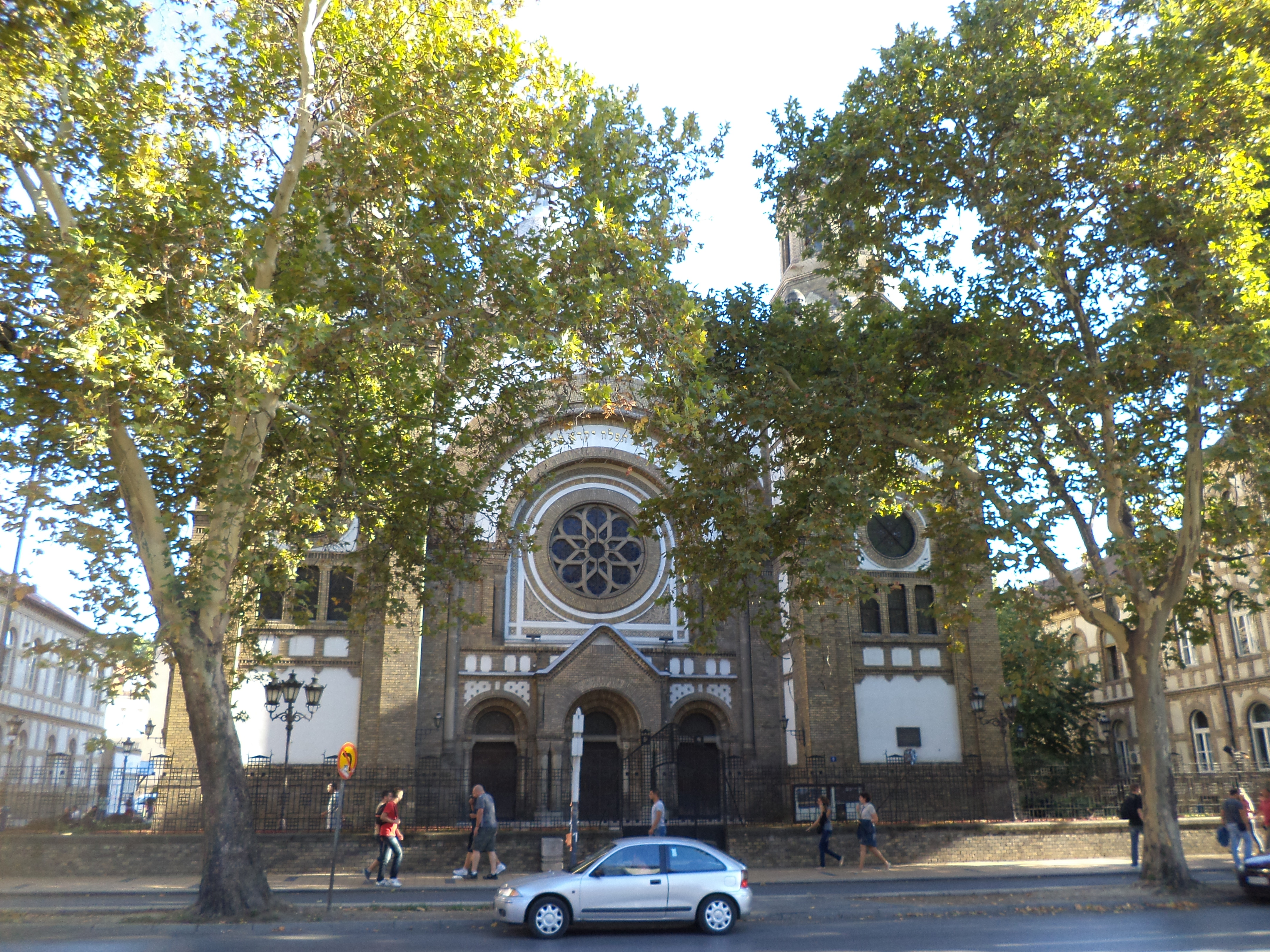
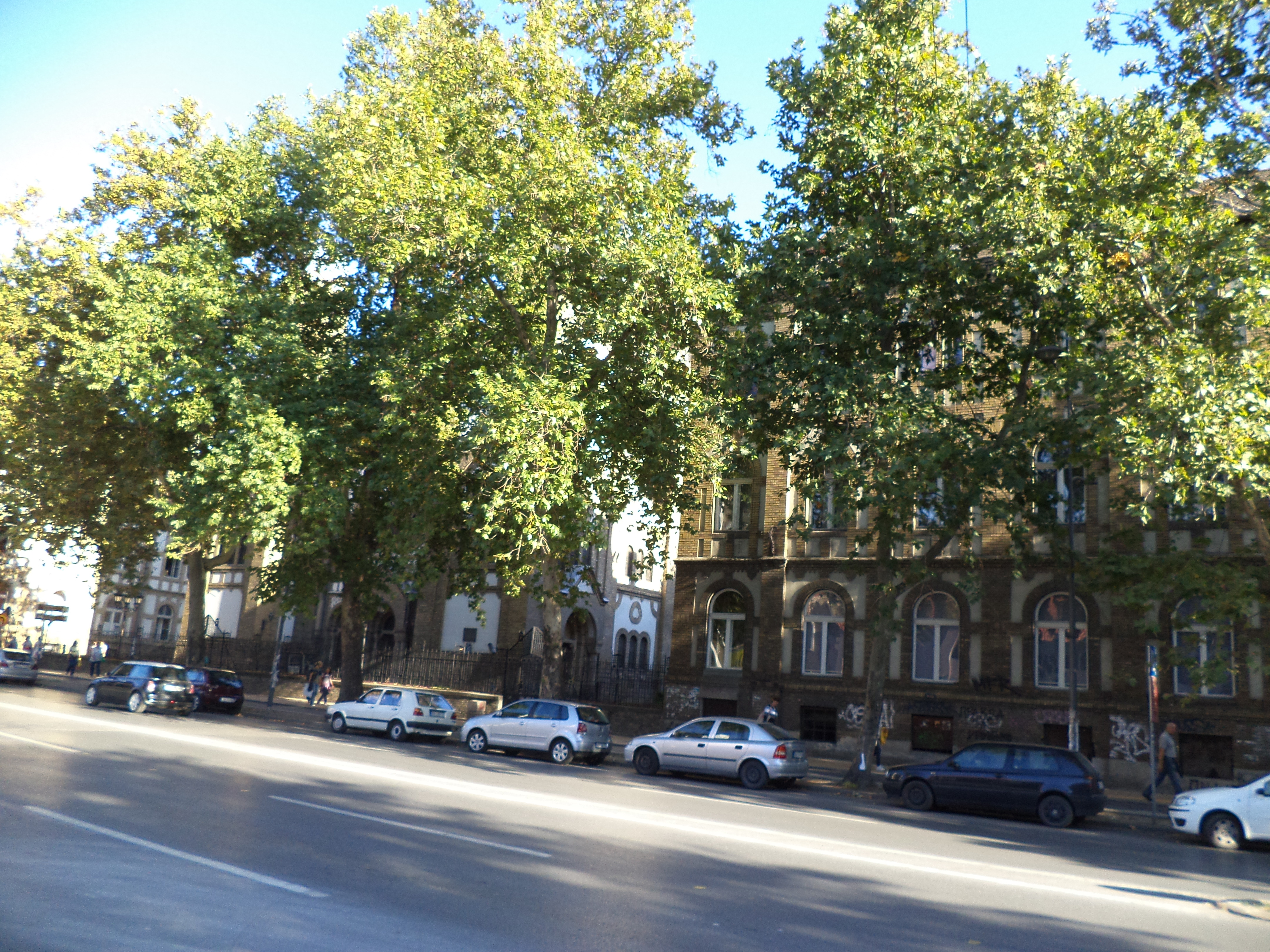
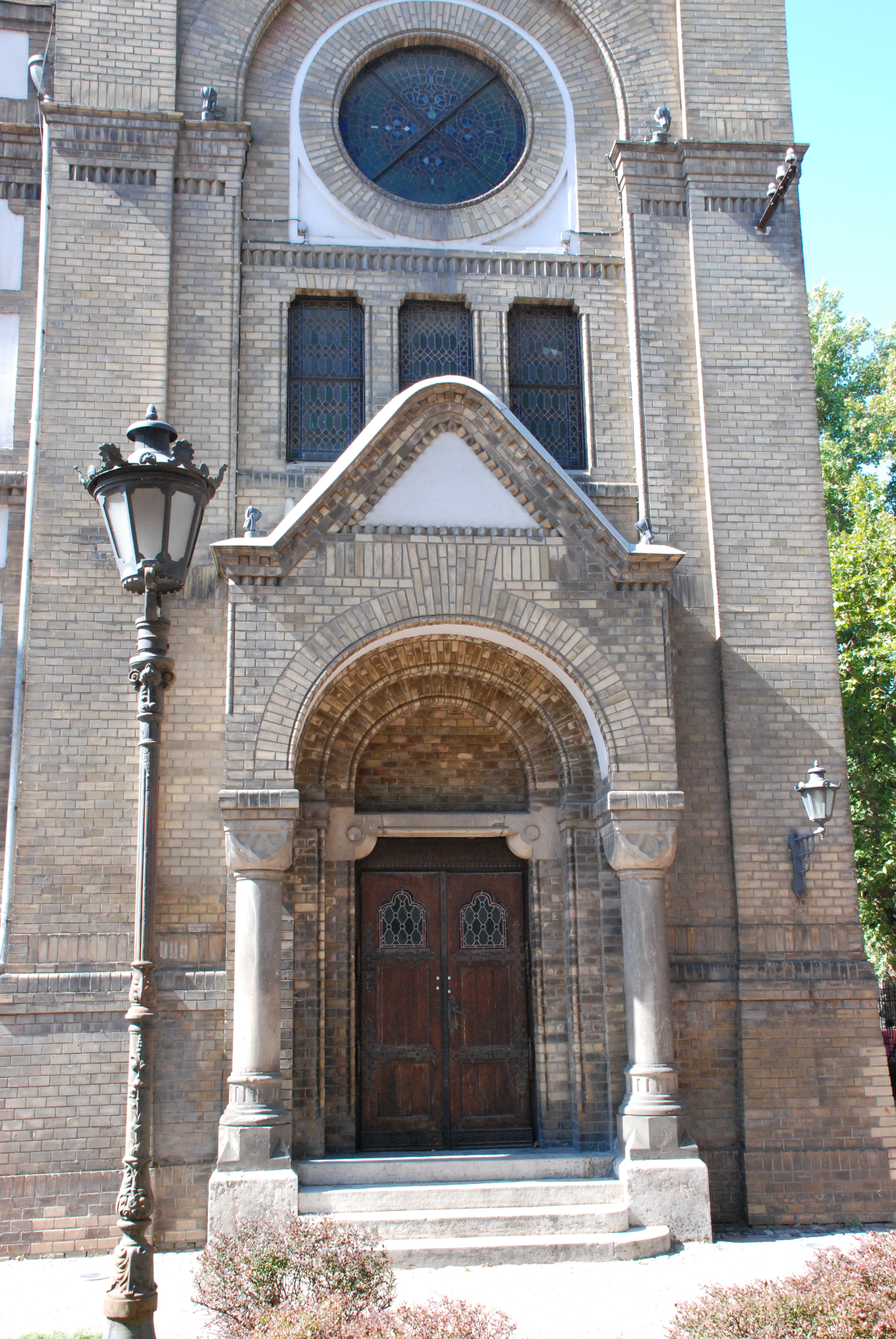
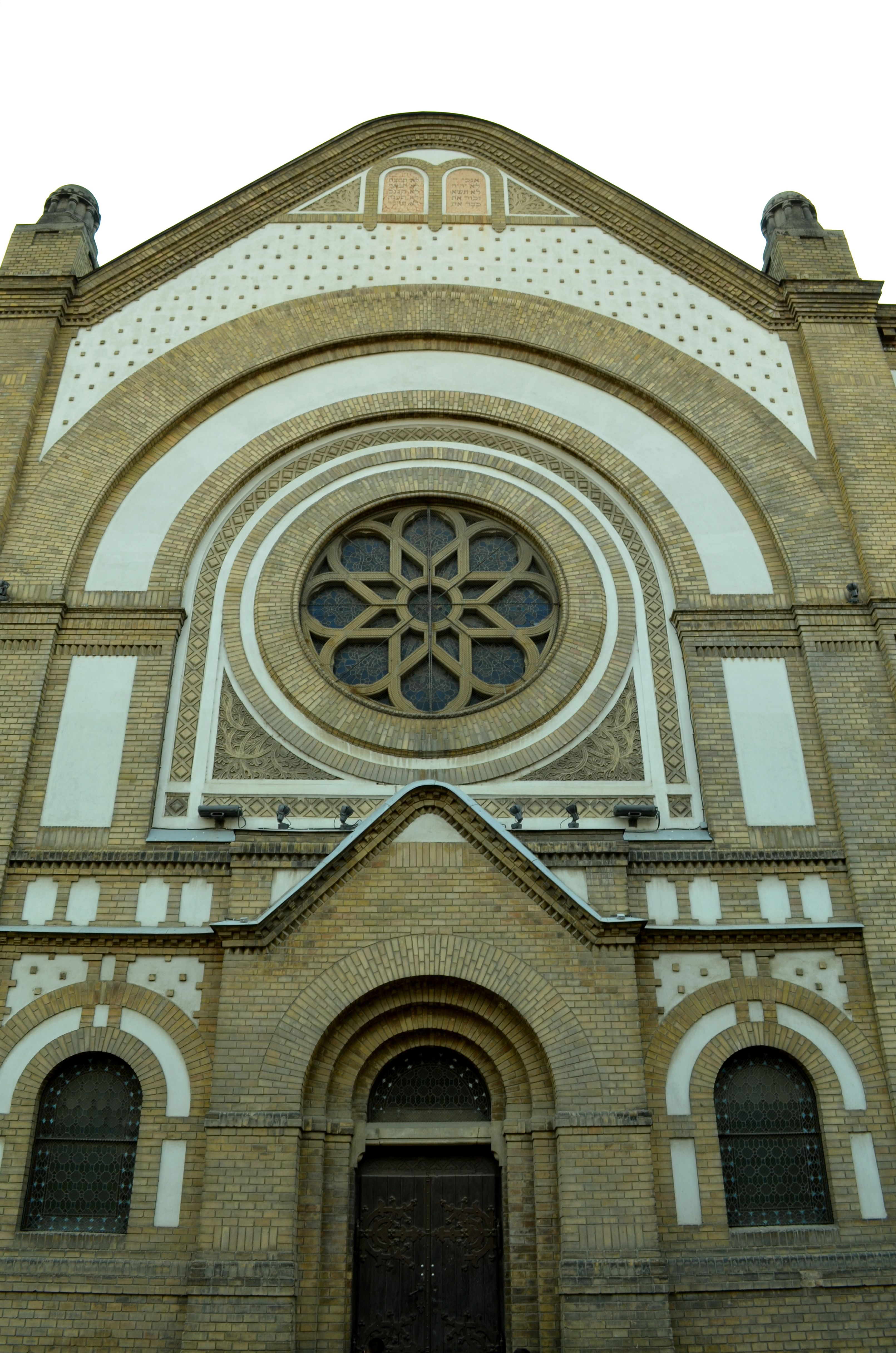
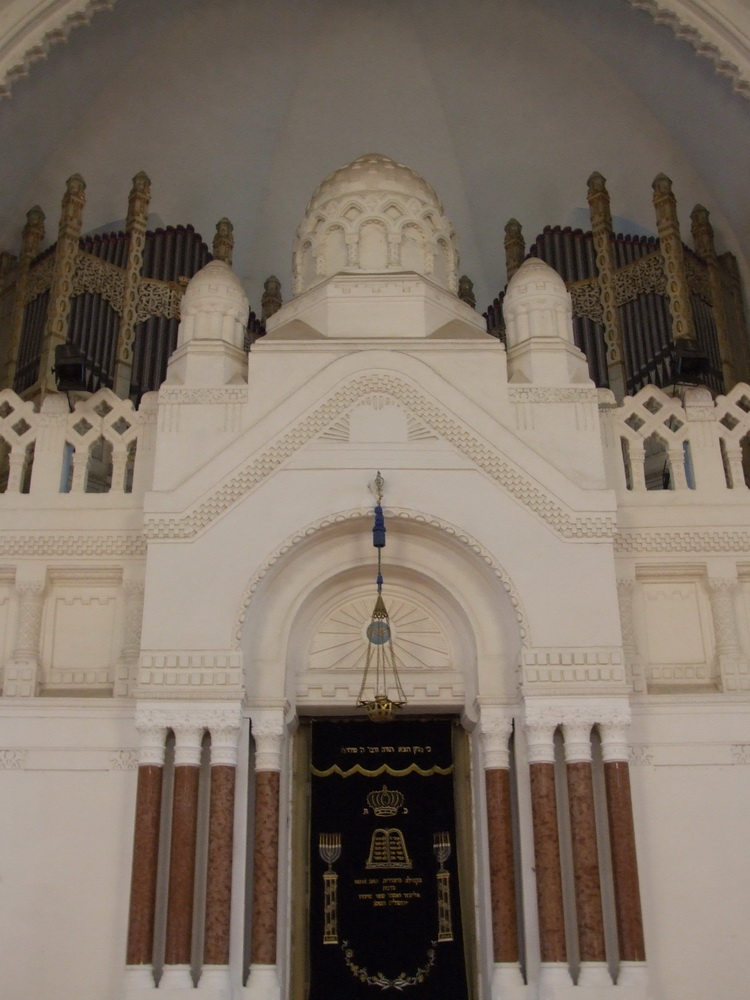
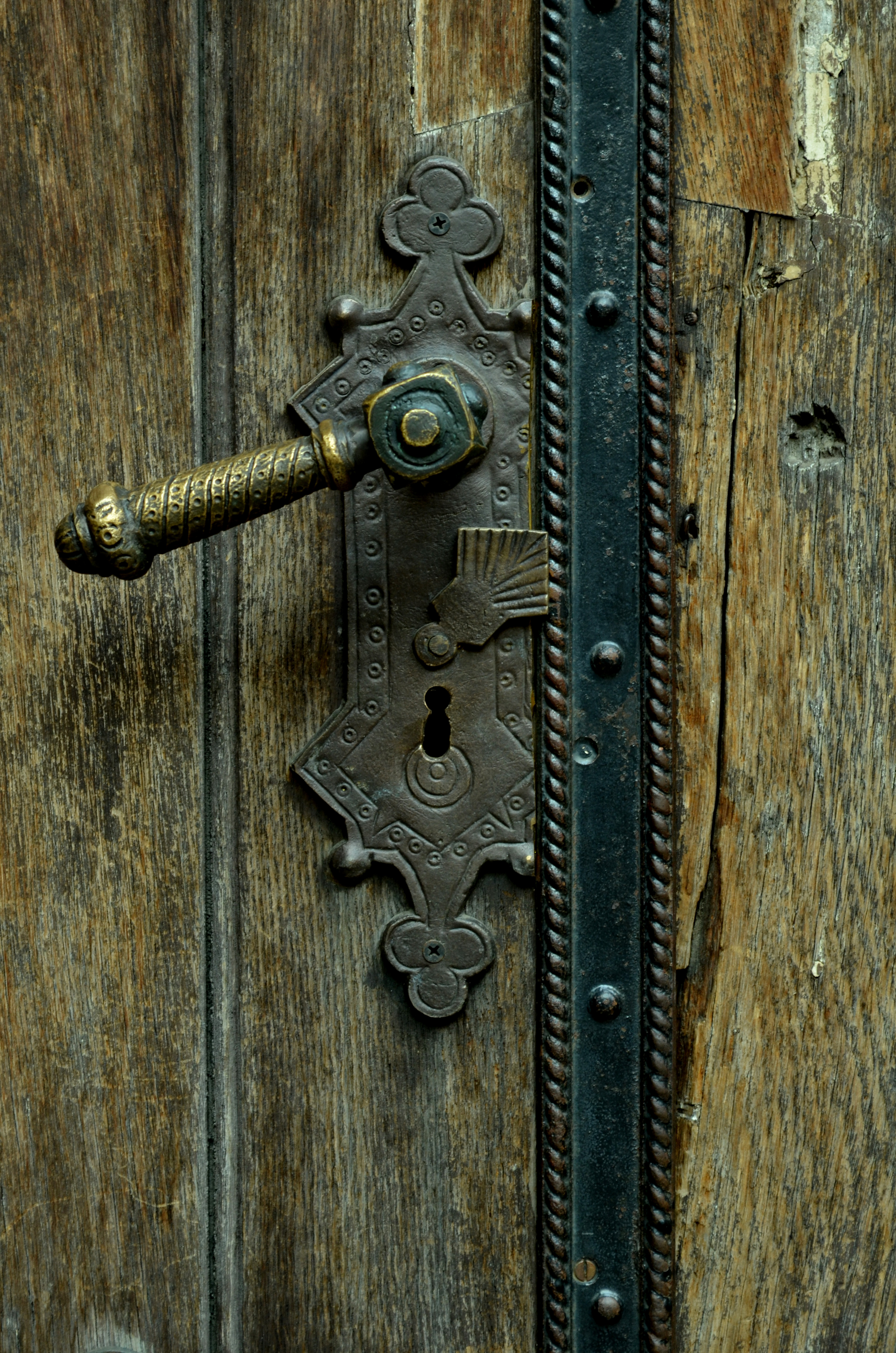
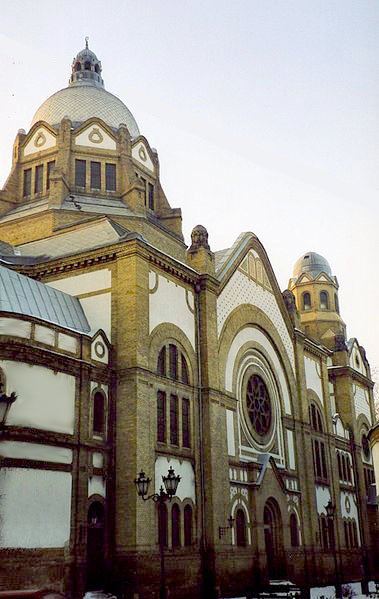
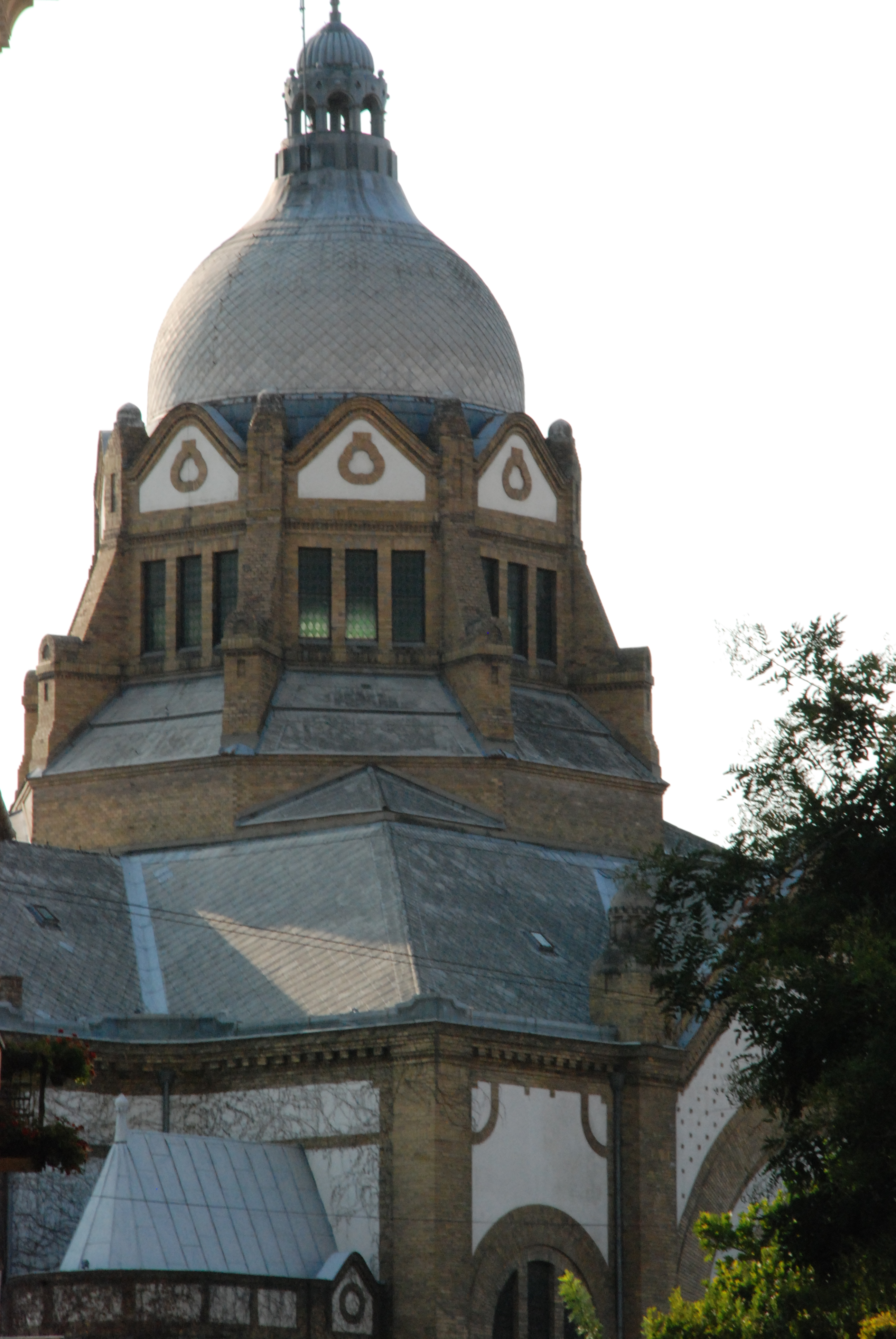
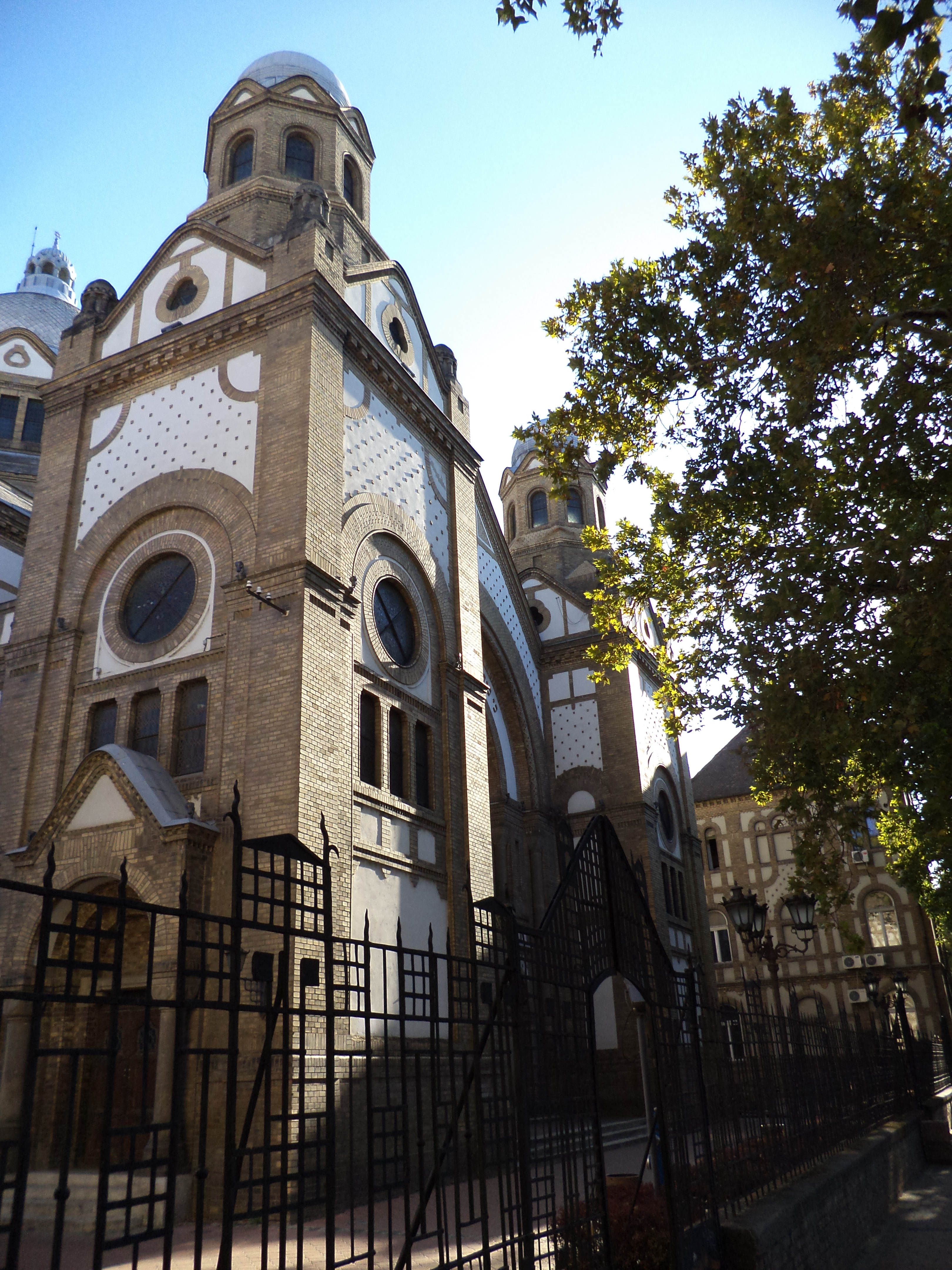